# Hansaplatz (metropolitana di Berlino)
La stazione di Hansaplatz è una stazione della metropolitana di Berlino, sulla linea U9.
È posta sotto tutela monumentale (Denkmalschutz).

## Interscambi
- Fermata autobus

### Testi di approfondimento
- (DE) Henriette Heischkel, U-Bahnhöfe der Linien U6 und U9, in Adrian von Buttlar, Kerstin Wittmann-Englert e Gabi Dolff-Bonekämper (a cura di), Baukunst der Nachkriegsmoderne. Architekturführer Berlin 1949–1979, Berlino, Dietrich Reimer Verlag, 2013,  pp. 271-272, ISBN 978-3-496-01486-7.